# CD86
CD86（分化群86，也称为B7-2）是一个位于3号染色体的人类基因，属于免疫球蛋白超家族中的B7蛋白质家族，在樹突狀細胞、朗格汉斯细胞、巨噬细胞、B细胞（包括记忆B细胞）等抗原呈递细胞上表达。